# Batang Hari
Der Batang Hari ist mit 600 km der längste Fluss auf der indonesischen Insel Sumatra.
Der Batang Hari entspringt im Minangkabau-Hochland im Barisangebirge, in der Provinz Sumatra Barat (Westsumatra), fließt zuerst nach Süden durch die Stadt Solok, quert einen kleinen See und spaltet sich in zwei Flussarme auf. In einem Bogen schwenkt er nach Norden, durchfließt die Städte Sungaida, Muaratebo und Muaratembesi. 
Er mäandriert stark, durchquert die Hauptstadt Jambi der Provinz Jambi, strebt der Nordostküste Sumatras zu und mündet vor zwei Inseln ins Meer. 
Südlich liegt der Nationalpark Berbak.

## Weblinks

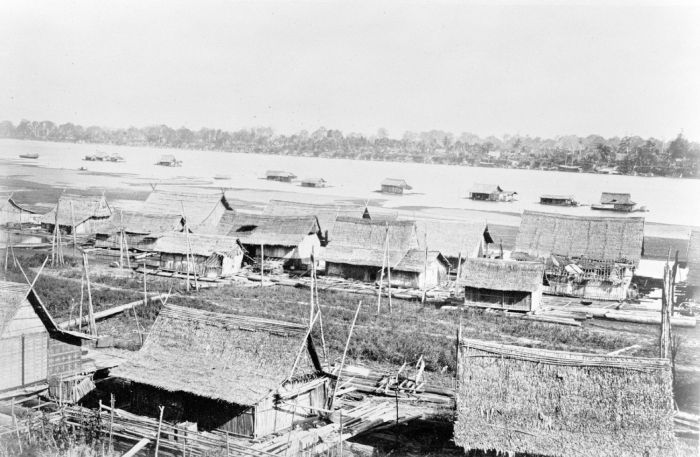
Der Batang Hari bei Jambi (1877/79)